# Миршарай
Миршарай (бенг. মীরসরাই, англ. Mirsharai) — город на юго-востоке Бангладеш, административный центр одноимённого подокруга. Площадь города равна 10,12 км². По данным переписи 2001 года, в городе проживало 10 856 человек, из которых мужчины составляли 51,49 %, женщины — соответственно 48,51 %. Плотность населения равнялась 1073 чел. на 1 км². Уровень грамотности населения составлял 32 % (при среднем по Бангладеш показателе 43,1 %).